# Auderød
|  | Auderød ses også undertiden stavet med v. For bebyggelsen ved Karlebo, se Avderød |
Auderød er en landsby beliggende på Arrenæs i Kregme Sogn, Halsnæs Kommune. Ved Auderød ligger Auderødlejren, der oprindeligt rummede Søværnets Grundskole (før 1991 Søværnets Eksercerskole), som i 2008 blev lagt sammen med Søværnets Sergent- og Reserveofficersskole og samlet i Frederikshavn under navnet Søværnets Sergent- og Grundskole (SSG).